# Привитая культура винограда
Привитая культура винограда — способ возделывания винограда с использованием привитых саженцев. Сорта винограда, дающие высококачественные ягоды, прививают на подвой, устойчивый к тем или иным неблагоприятным факторам:
- филлоксере (корневой тле винограда)
- морозам
- нематодам
- высокому содержанию карбонатов в почве

Широкое распространение этот способ выращивания винограда получил после так называемого «филлоксерного кризиса» в конце XIX — начале XX веков, когда завезённая из Северной Америки филлоксера уничтожила около 70 % мировой площади виноградных насаждений. Было предложено прививать восприимчивые к филлоксере европейско-азиатские сорта винограда на устойчивые к этому вредителю американские виды рода Vitis, собственные ягоды которых уступают по качеству европейским или даже несъедобны. Началось широкое изучение аффинитета — анатомической и физиологической совместимости между привоем и подвоем; были созданы специализированные подвойные сорта винограда (устойчивые к корневой тле и адаптированные к различным почвенно-климатическим условиям) и разработана технология получения привитого посадочного материала.
Прививка очень существенно меняет условия жизни и метаболизм сочетаемых компонентов. Важнейшую роль для успешного выращивания привитых саженцев играет выбор подвоя в зависимости от множества природно-экономических факторов — необходимой урожайности, потребных свойств ягод, состава почвы и обеспеченности её влагой, густоты посадок и др.

## Совместимость винограда с другими культурами
Виноград разных видов можно сажать рядом, будет переопыление, грозди станут более крупными, а ягоды — более сочными.
Полезны для винограда морковь, горох, свёкла столовая, земляника.
Нейтральны — яблоня, груша, при условии полного отсутствия затенения.